# 金湾区
金湾区（きんわんく）は中国広東省珠海市に位置する市轄区。

## 歴史
2001年4月4日に斗門県が廃止された際、その一部が金湾区として改編され現在に至る。

## 行政区画
4鎮を管轄する
- 三灶鎮、南水鎮、紅旗鎮、平沙鎮

## 交通

### 航空
- 珠海金湾空港

### 道路
- 高速道路
  - 珠海空港高速道路
  - 高欄港高速道路